# Jan Fryderyk Brodowski
Jan Fryderyk Brodowski herbu Łada (ur. 19 grudnia 1747 w Elblągu, zm. 13 lipca 1811 w Warszawie) – generał major komenderujący w 1792 roku, z rangą generała lejtnanta w 1793 roku, szef 6 Regimentu Pieszego od 1789 roku.
Pułkownik w służbie pruskiej, nobilitowany w 1775 roku. Uczestnik wojny polsko-rosyjskiej 1792 roku.